# Орлова, Маргарита Дмитриевна
Маргарита Дмитриевна Орлова (род. 16 ноября 1998, Тольятти) — российская гандболистка, мастер спорта России.

## Биография
Родилась в Тольятти, где с 10 лет занималась гандболом в КСДЮСШОР «Олимп», первым тренером был Сергей Николаевич Кос.
В настоящее время вратарь гандбольного клуба «Лада».

## Достижения
- Чемпионка мира среди юниоров 2016;
- серебряный призёр чемпионата Европы среди юниорок 2015;
- серебряный призёр чемпионата России 2015;
- бронзовый призёр чемпионата России 2016.